# Denza Z9

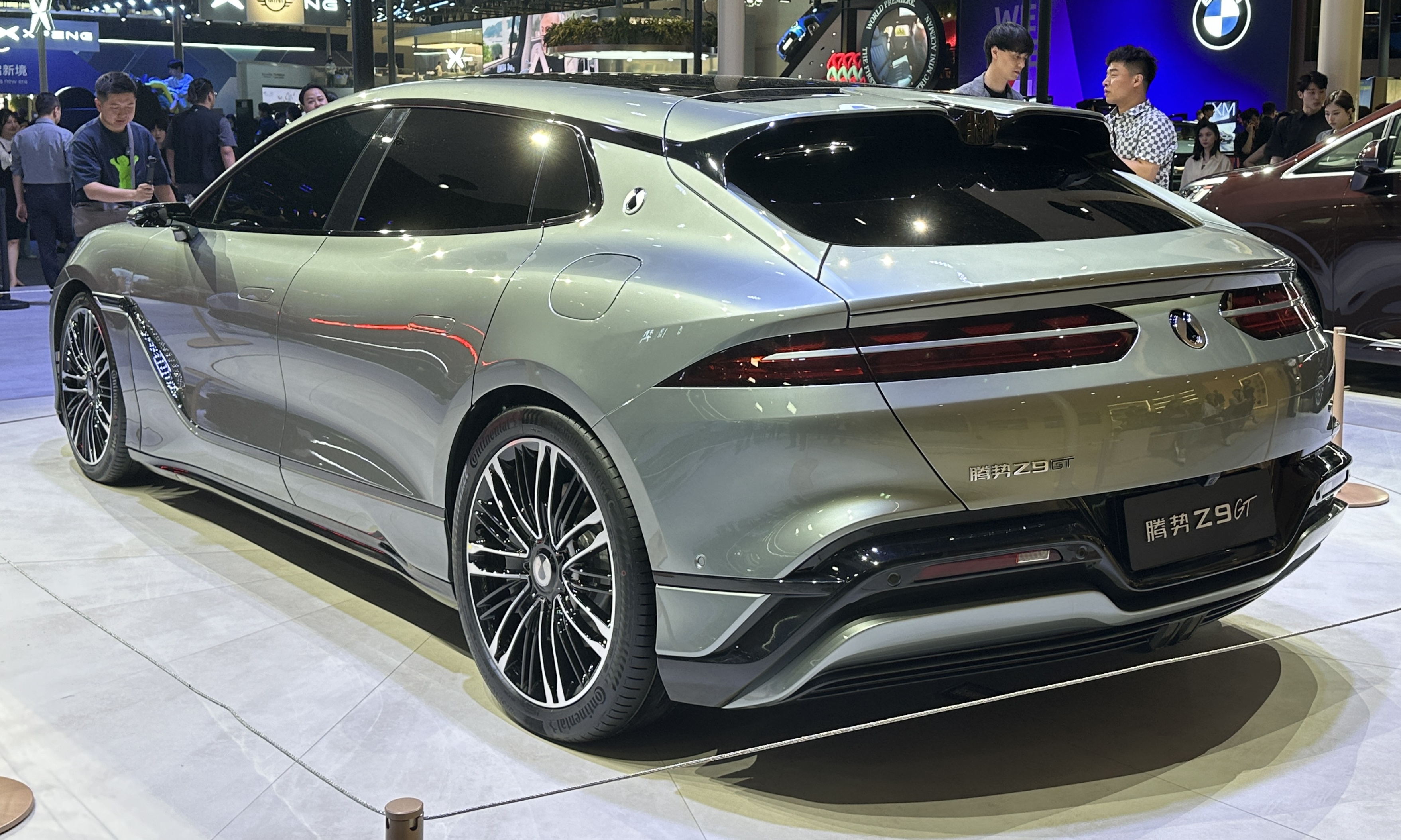
Вид сзади

Denza Z9 (кит. 腾势Z9; пиньинь Téngshì Z9) — электромобиль бизнес-класса, выпускающийся с 2024 года компанией Denza — совместным предприятием BYD Auto и Mercedes-Benz AG.

## Описание
Впервые Denza Z9 был представлен в апреле 2024 года на Пекинском автосалоне. Спортивный автомобиль получил индекс Z9 GT. Изначально автомобиль выпускался только в кузове пятидверный лифтбек, а позже был представлен четырёхдверный седан.
Z9 разработан под руководством дизайнера Вольфганга Эггера. По словам руководителя компании Denza, Z9 GT является конкурентом европейских моделей Porsche Panamera и Mercedes-Benz S-класс.

## Технические характеристики
Denz Z9 оснащён тремя электродвигателями (первый расположен спереди, остальные два — сзади) суммарной мощностью 965 л. с., каждый из которых развивает максимальную скорость 240 км/ч. Передний электродвигатель развивает мощность 313 л. с., а последние два — по 326 л. с.
Этот автомобиль, доступный в полностью электрической версии и как подключаемый гибрид, будет конкурировать с Porsche Taycan и Panamera. С длиной 5,18 метров и просторным салоном, Z9 GT предлагает высокие технологии и мощность за относительно доступную цену — от 42 600 до 53 000 евро (от 4,4 млн до 5,5 млн рублей) в Китае.
Электрическая версия оснащена тремя моторами общей мощностью 952 л.с., что позволяет разгоняться до 100 км/ч за 3,4 секунды. Гибридная модель с бензиновым двигателем и тремя электромоторами обещает более 1000 л.с. и запас хода до 1100 км.
Интерьер Z9 GT предлагает роскошь: камеры вместо зеркал, центральный дисплей, пневматическая подвеска и множество других премиальных опций. Хотя цена в Европе может превышать 100 000 евро (10 млн рублей), это всё равно выгоднее, чем модели от Porsche, стоящие около 200 000 евро (20 млн рублей, согласно актуальному курсу).